# ABA Liga 2011-12
La ABA Liga 2011-12 fue la decimoprimera edición de la ABA Liga, competición que reunió a 14 equipos de Serbia, Croacia, Eslovenia, Montenegro, Bosnia Herzegovina e Israel. Fue la segunda ocasión en la que participó un equipo israelí, el Maccabi Electra, que además acabó proclamándose campeón, ganando la final four disputada en el Yad Eliyahu Arena de Tel Aviv.

## Equipos participantes
| País                 | Equipos | Equipo                | Ciudad        | Pabellón (Capacidad)                    |
| -------------------- | ------- | --------------------- | ------------- | --------------------------------------- |
| Serbia               | 4       |                       |               |                                         |
| Serbia               | 4       | Partizan mt:s         | Belgrade      | Pionir Hall (8,150)                     |
| Serbia               | 4       | Hemofarm STADA        | Vršac         | Millennium Center (5,000)               |
| Serbia               | 4       | Radnički              | Kragujevac    | Hala Jezero (5,320)                     |
| Serbia               | 4       | Crvena zvezda BG DIVA | Belgrade      | Pionir Hall (8,150)                     |
| Eslovenia            | 4       |                       |               |                                         |
| Eslovenia            | 4       | Union Olimpija        | Ljubljana     | Arena Stožice (12,480)                  |
| Eslovenia            | 4       | Krka                  | Novo mesto    | Leon Štukelj Hall (2,000)               |
| Eslovenia            | 4       | Helios Domžale        | Domžale       | Komunalni center Hall (2,000)           |
| Eslovenia            | 4       | Zlatorog Laško        | Laško         | Tri Lilije Hall (2,500)                 |
| Croacia              | 3       |                       |               |                                         |
| Croacia              | 3       | Zagreb CO             | Zagreb        | Dražen Petrović Basketball Hall (5,400) |
| Croacia              | 3       | Cedevita              | Zagreb        | Dom Sportova – Dvorana 2 (3,100)        |
| Croacia              | 3       | Cibona                | Zagreb        | Dražen Petrović Basketball Hall (5,400) |
| Bosnia y Herzegovina | 1       | Široki WWin           | Široki Brijeg | "Pecara" (4,500)                        |
| Montenegro           | 1       | Budućnost VOLI        | Podgorica     | Morača Sports Center (4,570)            |
| Israel               | 1       | Maccabi Electra       | Tel Aviv      | Yad Eliyahu Arena (11,700)              |

| Partizan mt:s Crvena zvezda BG DIVA Zagreb Hemofarm STADA Radnički Union Olimpija Helios Domžale Zlatorog Laško Krka Široki WWin Budućnost VOLI Equipos Zagreb: Cibona Cedevita Zagreb CO Localización de los equipos de la Temporada 2011–12 de la ABA (Antigua Yugoslavia) | Maccabi Electra Localización de los equipos de la Temporada 2011–12 de la ABA (Israel) |

## Temporada regular

### Clasificación
|    | Equipo             | Pos | G  | P  | PF   | PC   | Dif  |
| -- | ------------------ | --- | -- | -- | ---- | ---- | ---- |
| 1  | Maccabi Electra    | 26  | 24 | 2  | 2140 | 1741 | +399 |
| 2  | Cedevita           | 26  | 19 | 7  | 2193 | 1927 | +266 |
| 3  | Partizan mt:s      | 26  | 19 | 7  | 2035 | 1806 | +229 |
| 4  | Budućnost VOLI     | 26  | 18 | 8  | 1884 | 1761 | +123 |
| 5  | Široki WWin        | 26  | 15 | 11 | 1960 | 1881 | +79  |
| 6  | Union Olimpija     | 26  | 14 | 12 | 1941 | 1984 | −43  |
| 7  | Cibona             | 26  | 13 | 13 | 2099 | 2068 | +31  |
| 8  | Radnički           | 26  | 12 | 14 | 2106 | 2124 | −18  |
| 9  | Zagreb CO          | 26  | 12 | 14 | 2007 | 2118 | −111 |
| 10 | Crvena zvezda DIVA | 26  | 11 | 15 | 2074 | 2091 | −17  |
| 11 | Krka               | 26  | 9  | 17 | 1893 | 1988 | −95  |
| 12 | Hemofarm STADA     | 26  | 7  | 19 | 1868 | 2076 | −208 |
| 13 | Helios Domžale     | 26  | 7  | 19 | 1863 | 2134 | −271 |
| 14 | Zlatorog Laško     | 26  | 2  | 24 | 1688 | 2052 | −364 |

|  | Clasificado para la Final four |
|  | Descendido                     |

Clasificación a 14 de abril de 2012

### Resultados[2]
| Resultados                | BUD   | CED     | CIB   | HEL   | HEM    | KRK   | MAC    | PAR   | RAD   | SIR   | SRO    | UNI    | ZAG   | ZLA    |
| ------------------------- | ----- | ------- | ----- | ----- | ------ | ----- | ------ | ----- | ----- | ----- | ------ | ------ | ----- | ------ |
| Budućnost VOLI            |       | 81-64   | 85-69 | 78-60 | 84-65  | 84-80 | 69-81  | 76-68 | 93-86 | 68-61 | 79-64  | 63-56  | 81-70 | 81-75  |
| Cedevita                  | 92-62 |         | 95-69 | 98-72 | 80-64  | 89-67 | 77-83  | 75-57 | 86-68 | 74-60 | 96-91  | 93-75  | 97-51 | 85-73  |
| Cibona                    | 80-74 | 102-106 |       | 87-72 | 90-86  | 82-72 | 85-91  | 77-83 | 81-87 | 75-70 | 87-73  | 81-70  | 84-88 | 80-44  |
| Helios Domžale            | 60-81 | 62-87   | 78-76 |       | 89-86  | 82-92 | 53-71  | 64-72 | 90-98 | 90-92 | 88-79  | 63-77  | 81-82 | 83-66  |
| Hemofarm STADA            | 77-78 | 74-78   | 55-89 | 83-70 |        | 84-63 | 59-85  | 66-87 | 70-66 | 74-70 | 73-81  | 78-75  | 80-77 | 58-54  |
| Krka                      | 62-69 | 63-74   | 77-86 | 84-64 | 81-74  |       | 68-83  | 70-79 | 73-69 | 70-73 | 75-73  | 78-80  | 84-65 | 72-67  |
| Maccabi Electra           | 0-20  | 69-89   | 97-81 | 94-56 | 85-64  | 77-57 |        | 78-67 | 92-76 | 84-69 | 101-66 | 67-66  | 88-68 | 87-51  |
| Partizan mt:s             | 67-58 | 67-63   | 91-67 | 86-59 | 82-60  | 68-63 | 78-84  |       | 77-70 | 86-59 | 85-67  | 93-69  | 94-85 | 90-50  |
| Radnički                  | 62-74 | 80-83   | 94-98 | 72-77 | 94-74  | 82-75 | 70-91  | 92-80 |       | 86-39 | 86-90  | 88-76  | 85-83 | 88-71  |
| Široki WWin               | 84-77 | 76-65   | 84-75 | 85-59 | 72-65  | 81-60 | 60-84  | 78-82 | 92-93 |       | 76-66  | 64-71  | 89-78 | 72-64  |
| Stella Rossa DIVA         | 63-57 | 90-91   | 80-67 | 86-69 | 104-89 | 82-78 | 76-83  | 69-84 | 79-84 | 83-72 |        | 93-101 | 87-74 | 104-64 |
| Union Olimpija            | 72-68 | 84-81   | 58-61 | 83-92 | 80-75  | 79-81 | 63-83  | 70-57 | 85-70 | 50-78 | 74-73  |        | 91-90 | 89-77  |
| Zagreb Croatia Osiguranje | 81-72 | 96-92   | 82-77 | 72-57 | 77-67  | 85-80 | 81-74  | 65-93 | 76-81 | 48-72 | 102-85 | 74-78  |       | 71-64  |
| Zlatorog Laško            | 62-72 | 64-83   | 76-84 | 67-73 | 76-68  | 57-67 | 72-101 | 72-62 | 65-79 | 53-78 | 56-70  | 63-69  | 85-86 |        |

## Final four
Partidos disputados en el Yad Eliyahu Arena, Tel Aviv, Israel
|  | Semifinales | Semifinales     | Semifinales |          |    | Final           | Final       | Final       |  |
|  | 28 de abril | 28 de abril     | 28 de abril |          |    | 30 de abril     | 30 de abril | 30 de abril |  |
|  |             |                 |             |          |    |                 |             |             |  |
|  |             |                 |             |          |    |                 |             |             |  |
|  | 1           | Maccabi Electra | 82          |          |    |                 |             |             |  |
|  | 1           | Maccabi Electra | 82          |          |    |                 |             |             |  |
|  | 4           | Budućnost VOLI  | 60          |          |    |                 |             |             |  |
|  | 4           | Budućnost VOLI  | 60          |          | 1  | Maccabi Electra | 87          |             |  |
|  |             |                 |             |          | 1  | Maccabi Electra | 87          |             |  |
|  |             |                 | 2           | Cedevita | 77 |                 |             |             |  |
|  | 2           | Cedevita        | 2           | Cedevita | 77 | 68              |             |             |  |
|  | 2           | Cedevita        |             |          |    | 68              |             |             |  |
|  | 3           | Partizan mt:s   | 56          |          |    |                 |             |             |  |
|  | 3           | Partizan mt:s   | 56          |          |    |                 |             |             |  |
|  |             |                 |             |          |    |                 |             |             |  |

### Semifinales
| 28 de abril | Maccabi Electra                                 | 82–60                               | Budućnost VOLI                                     | |  |
| 20:15       | Parciales: 17-12, 25-8, 22-8, 18-22             | Parciales: 17-12, 25-8, 22-8, 18-22 | Parciales: 17-12, 25-8, 22-8, 18-22                | |  |
|             | Estadísticas Eliyahu 18 Eliyahu 9 5 jugadores 3 | Reporte Pts Reb Asts                | Estadísticas Dubljević 17 Vitkovac 6 5 jugadores 2 | Pabellón: Yad Eliyahu Arena, Tel Aviv Asistencia: 10,500 espectadores Árbitros: Ilija Belošević (SRB), Dubravko Muhvić (CRO), Srđan Dožai (CRO) |  |

| 28 de abril | Cedevita                                   | 68–56                                 | Partizan mt:s                                       | |  |
| 17:45       | Parciales: 14-15, 20-17, 17-14, 17-10      | Parciales: 14-15, 20-17, 17-14, 17-10 | Parciales: 14-15, 20-17, 17-14, 17-10               | |  |
|             | Estadísticas Owens 18 3 players 5 Warren 3 | Reporte Pts Reb Asts                  | Estadísticas Raduljica 15 Raduljica 7 3 jugadores 2 | Pabellón: Yad Eliyahu Arena, Tel Aviv Asistencia: 2,000 espectadores Árbitros: Sašo Pukl (SLO), Matej Boltauzer (SLO), Zdravko Rutešić (MNE) |  |

### Final
| 30 de abril | Maccabi Electra                             | 87–77                                 | Cedevita                                | |  |
| 20:15       | Parciales: 27-11, 12-12, 25-24, 23-30       | Parciales: 27-11, 12-12, 25-24, 23-30 | Parciales: 27-11, 12-12, 25-24, 23-30   | |  |
|             | Estadísticas Langford 21 Hendrix 7 Ohayon 7 | Reporte Pts Reb Asts                  | Estadísticas Warren 24 Bilan 9 Draper 6 | Pabellón: Yad Eliyahu Arena, Tel Aviv Asistencia: 11,000 espectadores Árbitros: Ilija Belošević (SRB), Milivoje Jovčić (SRB), Milija Vojinović (SRB) |  |

| Campeón de la Liga ABA 2011–12 |
| ------------------------------ |
| Maccabi Electra 1er título     |

## Líderes estadísticos
Al término de la temporada regular.

### Valoración
| Pos | Nombre          | Equipo         | Partidos | Valoración | PIR   |
| --- | --------------- | -------------- | -------- | ---------- | ----- |
| 1.  | David Simon     | Radnički       | 579      | 26         | 22.27 |
| 2.  | Mike Scott      | Radnički       | 439      | 22         | 19.95 |
| 3.  | Krunoslav Simon | Zagreb         | 423      | 22         | 19.23 |
| 4.  | Antwain Barbour | Cibona         | 366      | 24         | 15.25 |
| 5.  | Klemen Prepelič | Helios Domžale | 371      | 26         | 14.27 |

### Puntos
| Pos | Nombre          | Equipo         | Games | Puntos | PPP   |
| --- | --------------- | -------------- | ----- | ------ | ----- |
| 1.  | David Simon     | Radnički       | 504   | 26     | 19.38 |
| 2.  | Mike Scott      | Radnički       | 386   | 22     | 17.55 |
| 3.  | Krunoslav Simon | Zagreb         | 339   | 22     | 15.41 |
| 4.  | Fran Pilepić    | Široki         | 370   | 25     | 14.80 |
| 5.  | Klemen Prepelič | Helios Domžale | 370   | 26     | 14.23 |

### Rebotes
| Pos | Nombre        | Equipo         | Partidos | Rebotes | RPP  |
| --- | ------------- | -------------- | -------- | ------- | ---- |
| 1.  | Mike Scott    | Radnički       | 145      | 22      | 6.59 |
| 2.  | David Simon   | Radnički       | 170      | 26      | 6.54 |
| 3.  | Smiljan Pavič | Krka           | 148      | 23      | 6.43 |
| 4.  | Drago Pašalić | Helios Domžale | 161      | 26      | 6.19 |
| 5.  | Alen Omić     | Zlatorog Laško | 160      | 26      | 6.15 |

### Asistencias
| Pos | Nombre               | Equipo         | Partidos | Asistencias | APP  |
| --- | -------------------- | -------------- | -------- | ----------- | ---- |
| 1.  | Steven Marković      | Radnički       | 146      | 21          | 6.95 |
| 2.  | Jakov Vladović       | Široki         | 110      | 22          | 5.00 |
| 3.  | Daniel Vujasinović   | Zlatorog Laško | 117      | 25          | 4.68 |
| 4.  | Theodoros Papaloukas | Maccabi        | 97       | 24          | 4.04 |
| 5.  | Krunoslav Simon      | Zagreb         | 85       | 22          | 3.86 |

### Tapones
| Pos | Nombre          | Equipo        | Partidos | Tapones | TPP  |
| --- | --------------- | ------------- | -------- | ------- | ---- |
| 1.  | David Simon     | Radnički      | 37       | 26      | 1.42 |
| 2.  | Shawn James     | Maccabi       | 32       | 23      | 1.39 |
| 3.  | Richard Hendrix | Maccabi       | 25       | 25      | 1.0  |
| 4.  | Boris Savović   | Hemofarm      | 16       | 16      | 1.0  |
| 5.  | Mile Ilić       | Crvena zvezda | 21       | 18      | 0.86 |

Fuente: ABA League Individual Statistics 